# Massimilian Porcello
Massimilian Porcello (* 23. Juni 1980 in Bückeburg) ist ein ehemaliger deutsch-italienischer Fußballspieler und heutiger -trainer.

## Karriere

### Spieler
Der offensive Mittelfeldspieler spielte zunächst für den SV Obernkirchen, JSG Lauenhagen, VfL Bückeburg und FC Gütersloh, bevor er 2000 zum SC Paderborn 07 wechselte. In den Jahren 2000 bis 2006 stand Porcello bei Arminia Bielefeld unter Vertrag. 2002 stieg er mit der Mannschaft in die 1. Bundesliga auf. Die folgende Spielzeit endete mit dem Wiederabstieg; nach der Saison 2003/04 stieg er erneut auf. In der Saison 2004/05 erzielte Porcello im Spiel gegen den SC Freiburg seinen ersten Hattrick im Profifußball. Seinem Tor beim 3:1-Sieg gegen Bayern München folgte eine starke Rückrunde der Mannschaft, die er als bester Scorer des Teams abschloss. In dieser Spielzeit wurde er zum Arminen der Saison 2004/05 von den Bielefelder Fans gewählt.
Wegen mehrerer Verletzungen in der Saison 2005/06 absolvierte er nur die ersten sechs Saisonspiele und erhielt danach nicht mehr das Vertrauen des Trainers Thomas von Heesen, sodass sein zur Saison auslaufender Vertrag nicht mehr verlängert wurde.
Am 1. Juli 2006 unterschrieb er einen Zweijahresvertrag beim damaligen Zweitligisten Karlsruher SC, mit dem er 2007 in die Bundesliga aufstieg. Im Februar 2009 verletzte sich Porcello und hatte anschließend mit Knieproblemen zu kämpfen. Nach dreimonatiger Verletzungspause riss das Kreuzband, so dass er erneut mehrere Monate pausieren musste. Am 28. November 2010 gab er nach fast zweijähriger Verletzungspause sein Comeback im Profikader der Badener gegen Rot-Weiß Oberhausen. Sein Vertrag lief bis 2011.
Am 19. Juli 2011 unterschrieb Porcello einen Zweijahresvertrag beim Drittligisten VfL Osnabrück. Nach vier Einsätzen zu Beginn der Saison verpasste er aufgrund einer schweren Knieverletzung mit anschließender Operation die komplette Spielzeit 2011/12. 2013 beendete er seine Karriere.
Während seiner aktiven Karriere war Porcello vor allem für seinen starken Schuss bekannt, was durch kunstvoll geschossene Freistöße und Weitschüsse immer wieder zu Toren führte. Exemplarisch sei hier das Tor beim 4:4 des Karlsruher SC gegen den FC Hansa Rostock am 13. Spieltag der Saison 2006/07 aufgeführt, als Porcello aus geschätzten 35 bis 40 Metern einen Freistoß direkt zum zwischenzeitlichen 2:0 verwandelte.

### Nach der Karriere
Im Juli 2014 kehrte Porcello zu Arminia Bielefeld zurück und war dort unter der Leitung von Finn Holsing im Nachwuchsleistungszentrum aktiv.
Seit September 2018 war Porcello als Co-Trainer von Maik Walpurgis bei Dynamo Dresden beschäftigt, wo er mit diesem am 24. Februar 2019 entlassen wurde.
Im November 2021 wurde Porcello Spiel- und Gegneranalytiker beim Regionalligisten SV Rödinghausen. Nach einer 0:1-Niederlage gegen den SC Wiedenbrück am elften Spieltag der Saison 2023/24 wurde Porcello am 16. Oktober 2023 gemeinsam mit Cheftrainer Carsten Rump entlassen.

## Erfolge
- Aufstieg in die 1. Fußball-Bundesliga mit Arminia Bielefeld (2002, 2004)
- Aufstieg in die 1. Fußball-Bundesliga mit dem Karlsruher SC (2007)